# Увинська сільська рада
| Увинська сільська рада — колишній орган місцевого самоврядування у Радехівському районі Львівської області з адміністративним центром у с. Увин. Історична дата утворення: в 1968 році. Водоймища на території, підпорядкованій даній раді: річка Судилівка. Сільській раді підпорядковані населені пункти: - с. Увин |

## Склад ради
Рада складається з 12 депутатів та голови.

### Керівний склад ради
| ПІБ                       | Основні відомості                                                 | Дата обрання | Дата звільнення |
| ------------------------- | ----------------------------------------------------------------- | ------------ | --------------- |
| Смаль Роман Іванович      | Сільський голова, 1948 року народження, освіта, безпартійний      | 26.03.2006   | 14.09.2007      |
| Боруцький Василь Іванович | Сільський голова, 1966 року народження, освіта вища, безпартійний | 31.10.2010   |                 |

Примітка: таблиця складена за даними джерела